# سیارک ۱۴۴۹۹
سیارک ۱۴۴۹۹ (به انگلیسی: 14499 Satotoshio، نامگذاری:1995VR1) چهارده هزار و چهارصد و نود و نهمین سیارک کشف شده‌است که در ۱۵ نوامبر ۱۹۹۵ کشف شد.
قدر مطلق سیارک برابر ۱۷.۸ است.